# Edward De Beukelaer

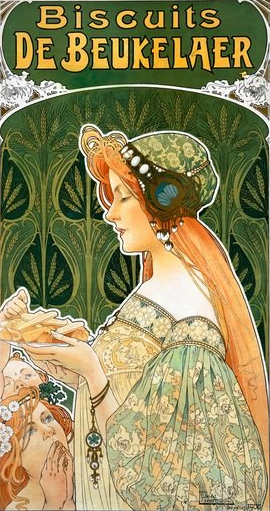
Reclamepaneel van Biscuits De Beukelaer

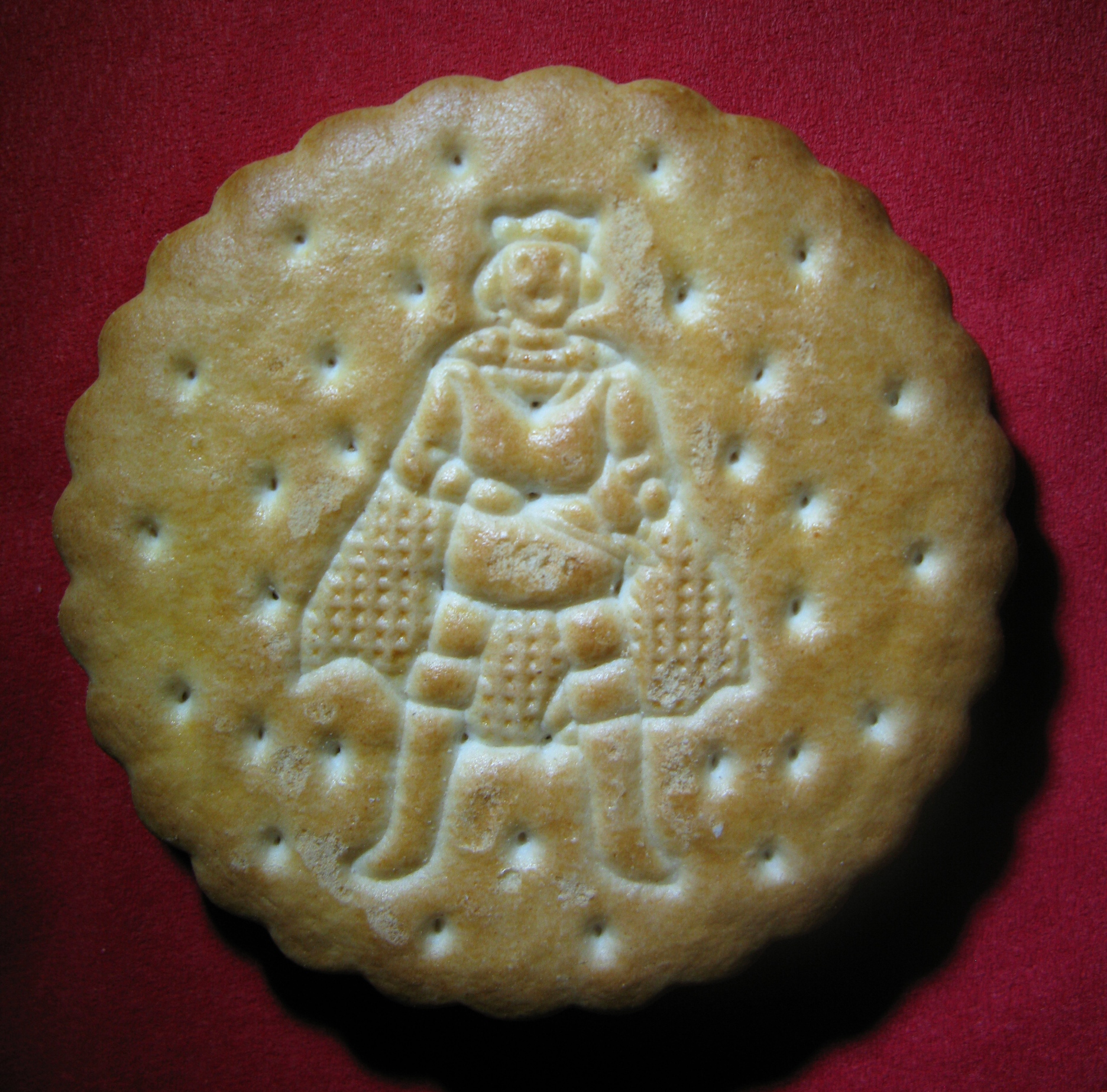
Het iconische Prince Fourré of Princekoekje

Edward De Beukelaer (Ekeren, 15 maart 1843 - Brasschaat, 12 juni 1919) was een Belgisch koekjesfabrikant en industrieel.
De Beukelaer was de oprichter en bedrijfsleider van de gelijknamige koekjes-chocoladefabriek die in Antwerpen furore maakte en samen met concurrent Parein mee verantwoordelijk was voor de bijnaam als koekenstad van Antwerpen.

## Biscuiterie De Beukelaer
Edward De Beukelaer was zelf zoon van een bakker en begon op twaalfjarige leeftijd in 1855 als leerling-bakker. Hij wordt liefhebber van Engelse koekjes en trekt zelfs naar Engeland voor de receptuur en de gebruikte machines te bestuderen. In 1869 begon de jonge bakker De Beukelaer met de productie van koekjes op een site aan de Lange Kievitstraat aangekocht van de Zoo van Antwerpen, vlak bij het Centraal-Station. Zijn bedrijf groeide uit tot de eerste industriële koekjesproducent op het Europese vasteland en verwierf internationale bekendheid. Een van de eerste creaties was de Petit Beukelaer, een product dat internationale promotie kreeg door de aanwezigheid van Biscuits De Beukelaer op de Wereldtentoonstelling van 1885. Het product kreeg in 1886 internationale navolging met de Petit Beurre van Lefèvre-Utile.
In 1890 had De Beukelaer & Co net geen tweehonderdvijftig personeelsleden en had de bedrijfssite een oppervlakte van 5.000 m². Bij de koekjesrecepten waren nieuwe producten toegevoegd op basis van chocolade en cacao. Chocolade werd ook zelf geproduceerd in de fabriek, die ook werd uitgebreid met een hopjes- en karamelafdeling.
Na het bezoek van de Belgische koning Leopold II aan het paviljoen van de biscuiterie op de Wereldtentoonstelling van 1894 creëerde De Beukelaer uit dankbaarheid een speciaal koekje. De Prince was een eerbetoon aan de koninklijke familie. Het oorspronkelijk ontwerp was een droog koekje met een opdruk van het wapenschild van het Koninkrijk België. 
In 1906 werd het bedrijf De Beukelaer's Fabrieken omgevormd tot een naamloze vennootschap.
De Beukelaer werd uit erkentelijkheid door het hof geridderd tot officier in de Leopoldsorde.
Edward De Beukelaer was van 1866 tot haar overlijden in 1907 gehuwd met Maria Smedts. Ze hadden een dochter, geboren in 1867. De Beukelaer hertrouwde in 1908 met Joanna Vervecken, waarna in 1909 hun zoon Edward werd geboren.
Edward De Beukelaer overleed in 1919. Hij werd begraven in een grafkapel op Schoonselhof.

## Nalatenschap

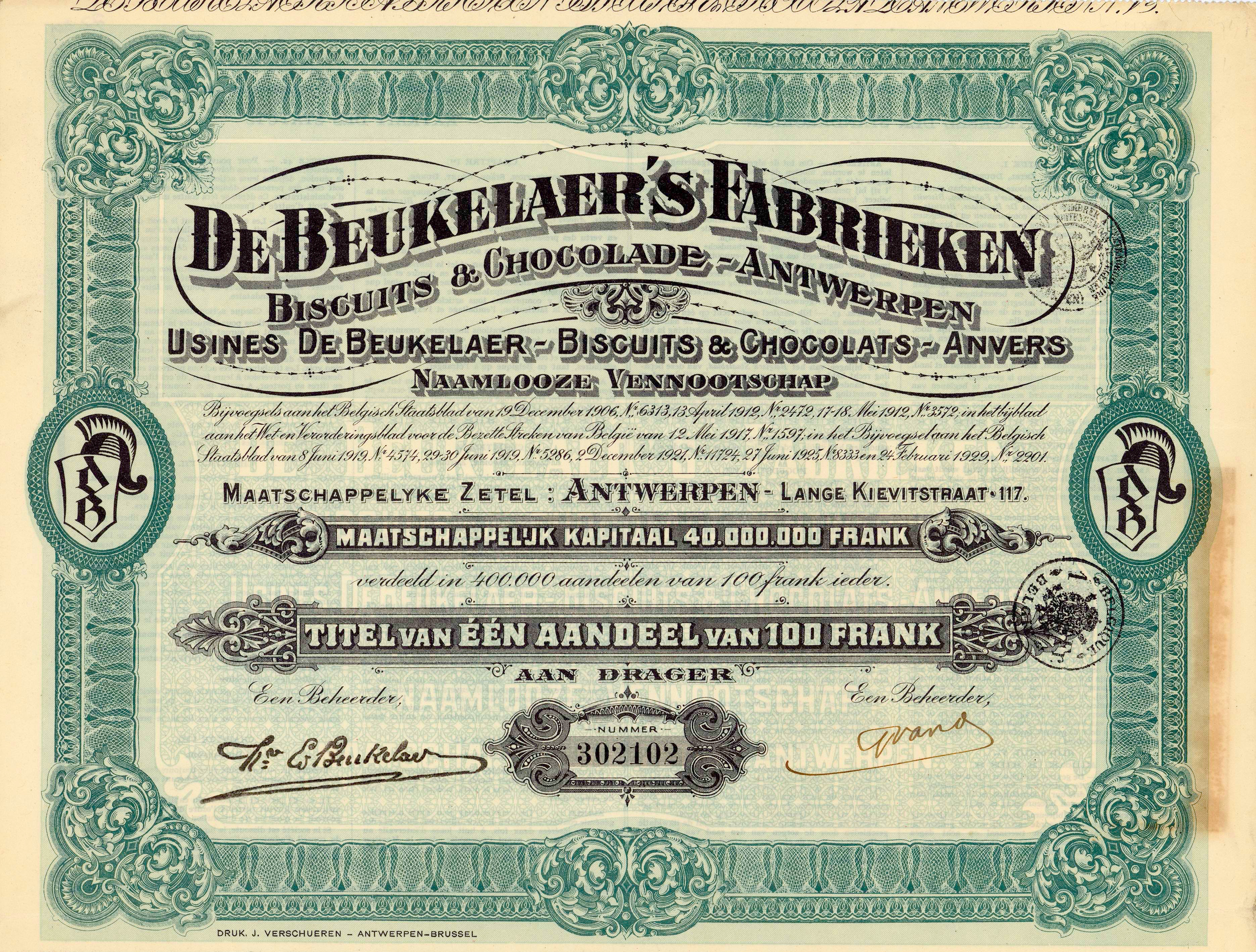
Aandeel van de nv De Beukelaer's Fabrieken

Na het overlijden van stichter Edward De Beukelaer voerde zijn echtgenote, de weduwe Joanna Berta De Beukelaer, de bedrijfsleiding, deels in afwachting tot de meerderjarigheid van hun zoon Edward De Beukelaer. Een van de eerste bijkomende producten is de traditionele boudoir die door De Beukelaer in een Belgische variant wordt gecommercialiseerd. 
Ingevolge exportproblemen door het protectionisme van het Verenigd Koninkrijk richtten moeder en zoon De Beukelaer in 1932 een dochteronderneming op in Watford, Hertfordshire. In 1955 voerde Edward De Beukelaer jr. een verdere Europese uitbreiding door met de oprichting van de Flämische Keksfabrik E. de Beukelaer, een Duitse productie-eenheid in Kempen, Nederrijn. In 1960 verhuisde de productie van het stadscentrum van Antwerpen naar Herentals.
In 1965 kwam het tot een fusie tussen grote Antwerpse concurrenten Biscuits Parein en Biscuits De Beukelaer en beide gingen voortaan verder als General Biscuits.